# Liste der Einträge im National Register of Historic Places im Maverick County
Die Liste der Registered Historic Places im Maverick County führt alle Bauwerke und historischen Stätten im texanischen Maverick County auf, die in das National Register of Historic Places aufgenommen wurden.

## Aktuelle Einträge
| Lfd. Nr. | Name im NRHP               | Bild | Datum der Eintragung | Adresse/Lage                                                                           | Ort        | NRHP-ID  | Beschreibung |
| -------- | -------------------------- | ---- | -------------------- | -------------------------------------------------------------------------------------- | ---------- | -------- | ------------ |
| 1        | Fort Duncan                |      | 9. Dez. 1971         | Bounded by Monroe and Garrison Sts,. city limits on the S, and the Rio Grande on the W | Eagle Pass | 71000954 |              |
| 2        | Maverick County Courthouse |      | 15. Feb. 1980        | Public Sq.                                                                             | Eagle Pass | 80004141 |              |